# سبيس جام (فلم)
سبيس جام (بالإنجليزية: Space Jam) هو فيلم أمريكي كوميدي من النوع لايف أكشن مع أنميشن بطولة لاعب كرة السلة مايكل جوردن مع شخصيات لوني تونز الكرتونية، وتدور أحداث الفيلم حول كرة السلة.
القصة

## أنتاجة
الفيلم من إخراج جو بيتكا، ومخرج الرسوم المتحركة وني سيرفوني ووبروس ووكر سميث وأنتج الفيلم في العام 1996 من قبل وارنر برذرز.

## وصلات خارجية
- سبيس جام على موقع IMDb (الإنجليزية)
- سبيس جام على موقع ميتاكريتيك (الإنجليزية)
- سبيس جام على موقع الموسوعة البريطانية (الإنجليزية)
- سبيس جام على موقع روتن توميتوز (الإنجليزية)
- سبيس جام على موقع نتفليكس (الإنجليزية)
- سبيس جام على موقع قاعدة بيانات الأفلام العربية
- سبيس جام على موقع ألو سيني (الفرنسية)
- سبيس جام على موقع Turner Classic Movies (الإنجليزية)
- سبيس جام على موقع أول موفي (الإنجليزية)
- سبيس جام على موقع بوكس أوفيس موجو (الإنجليزية)